# Eritrea op de Olympische Zomerspelen 2012

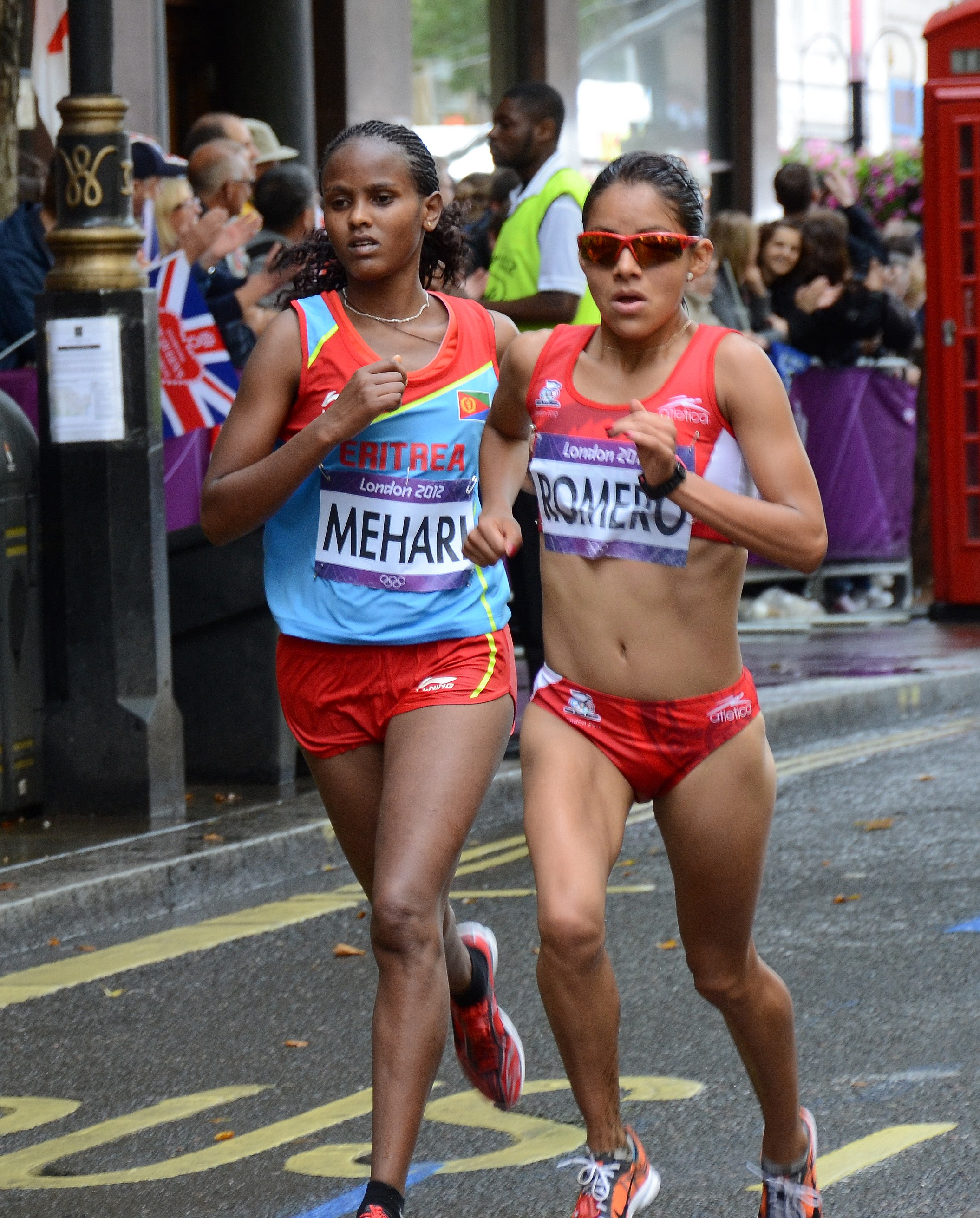
Rehaset Mehari (l) in de olympische marathon voor vrouwen

Eritrea nam deel aan de Olympische Zomerspelen 2012 in Londen, Verenigd Koninkrijk.

## Deelnemers en resultaten
(m) = mannen, (v) = vrouwen 

### Atletiek
| Olympiër             | Onderdeel              | Resultaat | Prestatie                 |
| -------------------- | ---------------------- | --------- | ------------------------- |
| Teklit Teweldebrhan  | 1500m (m)              | 33e       | serie 1: 13de in 3.42,88  |
| Abrar Osman Adem     | 5000m (m)              | 16e       | serie 2: 11de in 13.24,40 |
| Amanuel Mesel        | 5000m (m)              | 34e       | serie 1: 16de in 13.48,13 |
| Teklemariam Medhin   | 5000m (m)              | DNS       | serie 1: niet gestart     |
| Teklemariam Medhin   | 10000m (m)             | 7e        | 27.34,76                  |
| Zersenay Tadese      | 10000m (m)             | 6e        | 27.33,51                  |
| Nguse Tesfaldet      | 10000m (m)             | 15e       | 27.56,78                  |
| Weynay Ghebresilasie | 3000m steeplechase (m) | 29e       | serie 3: 10de in 8.37,57  |
| Yared Asmerom        | marathon (m)           | 19e       | 2:15.24                   |
| Yonas Kifle          | marathon (m)           | 58e       | 2:21.25                   |
| Samuel Tsegay        | marathon (m)           | DNF       | niet gefinisht            |
|                      |                        |           |                           |
| Rehaset Mehari       | marathon (v)           | 59e       | 2:35.49                   |

### Wielersport
| Olympiër             | Onderdeel        | Resultaat | Prestatie |
| -------------------- | ---------------- | --------- | --------- |
| Daniel Teklehaimanot | wegwedstrijd (m) | 73e       | 5:46.37   |

Afghanistan · Albanië · Algerije · Amerikaanse Maagdeneilanden · Amerikaans-Samoa · Andorra · Angola · Antigua en Barbuda · Argentinië · Armenië · Aruba · Australië · Azerbeidzjan · Bahama's · Bahrein · Bangladesh · Barbados · België · Belize · Benin · Bermuda · Bhutan · Bolivia · Bosnië en Herzegovina · Botswana · Brazilië · Britse Maagdeneilanden · Brunei · Bulgarije · Burkina Faso · Burundi · Cambodja · Canada · Centraal-Afrikaanse Republiek · Chili · China · Chinees Taipei · Colombia · Comoren · Congo-Brazzaville · Congo-Kinshasa · Cookeilanden · Costa Rica · Cuba · Cyprus · Denemarken · Djibouti · Dominica · Dominicaanse Republiek · Duitsland · Ecuador · Egypte · El Salvador · Equatoriaal-Guinea · Eritrea · Estland · Ethiopië · Fiji · Filipijnen · Finland · Frankrijk · Gabon · Gambia · Georgië · Ghana · Grenada · Griekenland · Groot-Brittannië · Guam · Guatemala · Guinee · Guinee‑Bissau · Guyana · Haïti · Honduras · Hongarije · Hongkong · Ierland · IJsland · India · Indonesië · Irak · Iran · Israël · Italië · Ivoorkust · Jamaica · Japan · Jemen · Jordanië · Kaaimaneilanden · Kaapverdië · Kameroen · Kazachstan · Kenia · Kirgizië · Kiribati · Koeweit · Kroatië · Laos · Lesotho · Letland · Libanon · Liberia · Libië · Liechtenstein · Litouwen · Luxemburg · Macedonië · Madagaskar · Malawi · Maldiven · Maleisië · Mali · Malta · Marshalleilanden · Marokko · Mauritanië · Mauritius · Mexico · Micronesië · Moldavië · Monaco · Mongolië · Montenegro · Mozambique · Myanmar · Namibië · Nauru · Nederland · Nepal · Nicaragua · Nieuw-Zeeland · Niger · Nigeria · Noord-Korea · Noorwegen · Oeganda · Oekraïne · Oezbekistan · Oman · Oostenrijk · Oost-Timor · Pakistan · Palau · Palestina · Panama · Papoea-Nieuw-Guinea · Paraguay · Peru · Polen · Portugal · Puerto Rico · Qatar · Roemenië · Rusland · Rwanda · Saint Kitts en Nevis · Saint Lucia · Saint Vincent en Grenadines · Salomonseilanden · Samoa · San Marino · Sao Tomé en Principe · Saoedi-Arabië · Senegal · Servië · Seychellen · Sierra Leone · Singapore · Slovenië · Slowakije · Soedan · Somalië · Spanje · Sri Lanka · Suriname · Swaziland · Syrië · Tadzjikistan · Tanzania · Thailand · Togo · Tonga · Trinidad en Tobago · Tsjaad · Tsjechië · Tunesië · Turkije · Turkmenistan · Tuvalu · Uruguay · Vanuatu · Venezuela · Verenigde Arabische Emiraten · Verenigde Staten · Vietnam · Wit-Rusland · Zambia · Zimbabwe · Zuid-Afrika · Zuid-Korea · Zweden · Zwitserland · Onafhankelijke atleten